# Bolborhombus nitidus
Bolborhombus nitidus är en skalbaggsart som beskrevs av Henry Fuller Howden 1964. Bolborhombus nitidus ingår i släktet Bolborhombus och familjen Bolboceratidae. Inga underarter finns listade.